# Semnul comemorativ „Stâlpul cărăușului” din Rogojeni
Semnul comemorativ „Stâlpul cărăușului” este un monument amplasat în Rogojeni, raionul Șoldănești, Republica Moldova. Este un monument istoric și de artă de importanță națională inclus în Registrul monumentelor Republicii Moldova ocrotite de stat cu nr. 2960 (raionul Șoldănești). Datează din sec. XVIII.